# Gjallarhorn
『Gjallarhorn』（ギャラルホルン）は、日本のロックバンド、9mm Parabellum Bulletの1枚目のミニアルバム。

## 解説
9mm Parabellum Bulletがリリースした初のアルバム。タイトルの「Gjallarhorn」は北欧神話の神、ヘイムダルが最終戦争ラグナロクの到来を告げるために吹いた角笛、「ギャラルホルン」に由来。

## 収録曲
1. (teenage)disaster (2:05)
MVが制作されている。
2. Talking Machine (3:10)
MVが制作されている。
3. interceptor (3:37)
4. atmosphere (3:26)
5. Beautiful Target (3:23)
6. marvelous (2:49)
7. farther (1:41)

全作詞・作曲・編曲：9mm Parabellum Bullet